# Fuensalida
Fuensalida é um município da Espanha na província de Toledo, comunidade autónoma de Castilla-La Mancha, de área 68 km² com população de 9759 habitantes (2007) e densidade populacional de 124,50 hab/km².

## Demografia
| Variação demográfica do município entre 1991 e 2004 | Variação demográfica do município entre 1991 e 2004 | Variação demográfica do município entre 1991 e 2004 | Variação demográfica do município entre 1991 e 2004 |
| --------------------------------------------------- | --------------------------------------------------- | --------------------------------------------------- | --------------------------------------------------- |
| 1991                                                | 1996                                                | 2001                                                | 2004                                                |
| 6877                                                | 7525                                                | 7750                                                | 8516                                                |